# يوليوس أشكين
يوليوس أشكين (23 أغسطس 1920 - 4 يونيو 1982) هو أحد رواد الفيزياء التجريبية والنظرية، اشتهر بمساهماته في تعزيز تطور علم فيزياء الجسيمات من الفيزياء النووية. بصفته فيزيائيًا نظريًا، قدم مساهمات في مجالات الميكانيكا الإحصائية وفيزياء الجوامد والفيزياء النووية وفيزياء الجسيمات. بصفته فيزيائيًا تجريبيًا، تمثلت أبرز مساهماته بدراسة مرور جسيمات معينة (البيون) من خلال المادة الصلبة وتلاشيها لاحقًا. يُشهد له بجودة أبحاثه ووسائل التدريس التي انتهجها.

## نشأته وعائلته
ولد يوليوس أشكين في بروكلين، نيويورك، بتاريخ 23 أغسطس 1920. والداه هما إيسادور وآنا أشكين. له شقيق يُدعى آرثر، عالم فيزياء كذلك، وشقيقته روث. توفي شقيقه الأكبر، جيرترود، وهو صغير. يقع منزل العائلة في بروكلين، نيويورك، في شارع 983 إي 27. هاجر إيسادور إلى الولايات المتحدة من أوديسا بأوكرانيا في سن 19، وهاجرت زوجته آنا، التي تصغره بخمس سنوات، من أوكرانيا كذلك (من يهود غاليسيا). في غضون عقد من استقرار إيسادور في نيويورك، أصبح مواطنًا أمريكيًا وتولى إدارة مختبر أسنان في شارع 139 ديلانسي في مانهاتن. لقب أشكين جولي وهو عم الفنان مايكل أشكين.

## تعليمه
التحق أشكين بمدرسة جيمس ماديسون الثانوية في بروكلين، وتخرج منها في عام 1936، قبل بضعة أسابيع من عيد ميلاده السادس عشر. حصل في سنته الأخيرة على العديد من الجوائز ومُنح مرتبة الشرف. حصل على منحة دراسية للالتحاق بجامعة كولومبيا، حيث درس البكالوريوس مدة أربع سنوات من عام 1936 إلى عام 1940، والتحق بالدراسات العليا مدة ثلاث سنوات من عام 1940 إلى عام 1943.
ضم طاقم العمل في جامعة كولومبيا آنذاك الفيزيائيين الأساتذة إنريكو فيرمي وأيزيدور إسحاق رابي وهانز بيته (زائر) وإدوارد تيلر (زائر)، والمدربين أرنولد نوردسيك وهيو باكستون وويليس لامب. اشتهر هؤلاء الرجال بكونهم الأفضل بين أقرانهم وحصل أربعة منهم -فيرمي ورابي وبيته ولامب- على جائزة نوبل.
خلال فترة التحاق أشكين بالجامعة، تلقى دعوة للانضمام إلى جمعية الرياضيات الفخرية، وحصل على العديد من الجوائز. خلال خريف الفصل الدراسي الأخير، عمل محاضرًا مساعدًا وبدأ العمل للحصول على درجة الماجستير. حصل على درجة الماجستير بعد عام، وشرع بدراسة الدكتوراة بإشراف ويليس لامب. خلال التحاقه ببرنامج الدراسات العليا، ساهم أشكين في كتابة ورقة بحثية واحدة حول الفيزياء الفلكية وورقتان بحثيتان في الميكانيكا الإحصائية. تعاون مع لامب في كتابة أول ورقتين عن الميكانيكا الإحصائية ومع تيلر في كتابة الثانية. تحمل الورقة البحثية الثانية عنوان «إحصاءات الشبكات ثنائية الأبعاد ذات المكونات الأربعة» ويُستشهد بها مرارًا وتكرارًا. حصل على درجة الدكتوراه في الفيزياء عام 1943.

## مشروع مانهاتن

### المراحل الأولى من مشروع مانهاتن في جامعة كولومبيا
خلال الجزء الأخير من عام 1942، قبل أشكين عرضًا للعمل في مشروع مانهاتن بينما ما زال طالب دكتوراة. جرى العمل الأولي على تطوير القنبلة الذرية في جامعة كولومبيا خلال السنوات الست التي كان فيها أشكين طالبًا جامعيًا وطالب دراسات عليا هناك. عقب اكتشاف عملية الانشطار النووي في عام 1938، شرع العلماء في العديد من المواقع في أوروبا والولايات المتحدة بإجراء أبحاث مكثفة لفهم هذه الظاهرة والتحكم بها. تصدر الباحثون في جامعة كولومبيا وجامعة برينستون القريبة قائمة العاملين في هذا المجال. لا توجد معلومات كافية حول مقدار مساهمة أشكين، إن وجدت، في هذه الجهود خلال المرحلة المبكرة من مسيرته المهنية، ولكن من المؤكد أن قسم الفيزياء في جامعة كولومبيا كان مكان عمل العلماء الذين كرسوا جهودهم لتطوير سلاح استثنائي سري وجديد. كان من بين هؤلاء العلماء فيرمي ورابي وتيلر وبيته، بالإضافة إلى ليو زيلارد (الذي عمل مع فيرمي على إثبات احتمالية وجود رد فعل نووي)، وهربرت إل أندرسون (الذي كان طالب دراسات عليا في جامعة كولومبيا، مثل أشكين)، وجون آر دانينغ (أستاذ مشارك في جامعة كولومبيا صنع مسرعًا دورانيًا صغيرًا في منتصف ثلاثينيات القرن العشرين)، ووالتر زين (أستاذ في جامعة كولومبيا عمل على المسرع الدوراني في جامعة كولومبيا لإثبات إمكانية حدوث تفاعل متسلسل مستدام)، وجورج بيغرام (عميد كليات العلوم السياسية والفلسفة والعلوم البحتة في كولومبيا، الذي ساعد في جلب فيرمي إلى الولايات المتحدة وجمعه مع ممثلي وزارة البحرية الأمريكية في المناقشة الأولى للقنبلة الذرية)، وهارولد أوري (أستاذ مشارك في الكيمياء ساهم عمله في فصل النظائر في اكتشاف الديوتيريوم). بالإضافة إلى ذلك، تلقت جامعة كولومبيا زيارات من علماء في جامعة برينستون عملوا بالتنسيق مع زملائهم في جامعة كولومبيا، ومنهم جون ويلر وإدوارد كروتز وروبرت آر ويلسون.

### مختبر ميتالورجيك
عندما قبل أشكين دعوة الانضمام إلى مشروع مانهاتن خلال دراسته للدكتوراه. أمضى الأشهر القليلة المتبقية من عام 1942 في مختبر ميتالورجيك في جامعة شيكاغو ثم عمل في مختبر لوس ألاموس من منتصف عام 1943 إلى منتصف عام 1945. استخدم العلماء في مختبر ميتالورجيك، أو مختبر ميت، مفاعلًا نوويًا اسمه شيكاغو بايل لإنتاج أول تفاعل متسلسل يمكن التحكم فيه على الإطلاق. صنعوا المفاعل في ملعب اسكواش مهجور تحت مدرجات ستاد فيلد، ملعب كرة قدم قديم بالجامعة. جمع آرثر كومبتون، الذي عمل أستاذًا للفيزياء في جامعة شيكاغو، هؤلاء العلماء من جامعتي كولومبيا وبرينستون. يتكون مختبر ميت من قسمين. كان فيرمي وأندرسون وزين وكروتز وسزيلارد أعضاء رئيسيين في قسم الفيزياء، بينما كان بيته وتيلر أعضاء القسم النظري.
عمل أشكين في قسم الفيزياء في مجموعة تسمى «الفيزياء النووية -التجريبية» على الرغم من أن اهتمامه وخبرته ومهارته تضعه في القسم النظري. يشير وضعه في هذه المجموعة إلى امتلاكه خبرة سابقة في إجراء التجارب النووية عندما كان طالبًا في جامعة كولومبيا. نشر أعضاء المجموعة التي تضم أشكين والآخرين -فيلد وسيلارد وروبرت كريستي وهربرت كوبيتشك وبرنشتاين - عددًا من التقارير التقنية حول الجوانب النظرية للانشطار النووي. نشر مع فيلد تقريرًا عن التسمم والإنتاج في محطة لتوليد الكهرباء والذي نظر في القدرة الكامنة للتفاعلات النووية المستمرة فضلًا عن التسمم الإشعاعي والمخاطر الأخرى المصاحبة لها. كانت جميع هذه التقارير سرية عند إصدارها ورُفع السرية عنها ونُشرت لاحقًا.

### لوس ألاموس
في لوس ألاموس، جرى تعيين أشكين للعمل في الشعبة النظرية برئاسة بيته. ضم القسم خمس مجموعات وجرى تعيين أشكين في المجموعة الرابعة التي بحثت في مسائل الانتشار. ساهمت المسؤوليات التي أُوكل بها في زيادة خبرته التي اشتملت على العمل الذي اضطلع به خلال داراساته العليا وفي الأشهر التي قضاها في مختبر ميت. تولى ريتشارد فاينمان قيادة المجموعة الرابعة بينما عمل أشكين قائدًا مناوبًا. ضمت المجموعة الرابعة العضو ريتشارد إيريش وفريدريك رينز كذلك. انضم ثيودور ويلتون إلى المجموعة في أوائل ربيع عام 1944. تمثلت المهمة الرئيسية للمجموعة في تقدير معدل انتشار النيوترونات عبر اللب المتفجر للقنبلة أثناء عملية الانشطار النووي. جادل فاينمان لاحقًا أن العمل المنجز في لوس ألاموس كان في الغالب هندسيًا، وليس مبنيًا على العلوم فقط. وصف ويلتون ساعات العمل الطويلة في تلك المجموعة الصعبة، فضلًا عن معنويات أفرادها العالية وتكاتفهم، وقال إنهم حققوا بعض النجاحات الممتازة في مجال الفيزياء النظرية. تطلب عملهم إجراء الكثير من الحسابات الرياضية، والتي، كما ذكرها ويلتون، أنجزوها باستخدام جداول الرياضيات لإدارة مشاريع العمل والآلات الميكانيكية الكبيرة. أشار أحد مساعدي المجموعة، وهو رجل مجند يُدعى موراي بيشكين، إلى كم العمليات الحسابية غير المحدودة التي أجراها أعضاء المجموعة. عُيّن طالب جامعي بتخصص في الفيزياء «لحل المعادلات التفاضلية اللازمة للتنبؤ بالكتلة الحرجة للقنبلة وفقًا لافتراضات مختلفة حول العديد من الخصائص غير المعروفة للنواة في مادة القنبلة».